# エスタジオ・ムニシパウ・パルケ・ド・サビア
エスタジオ・ムニシパウ・パルケ・ド・サビア（ポルトガル語: Estádio Municipal Parque do Sabiá）は、ブラジル・ミナスジェライス州ウベルランジアにある多目的スタジアム。ウベルランジアECとCAポルタウが本拠地として使用している。1982年に開業、収容人数は5万3550人。

## 歴史

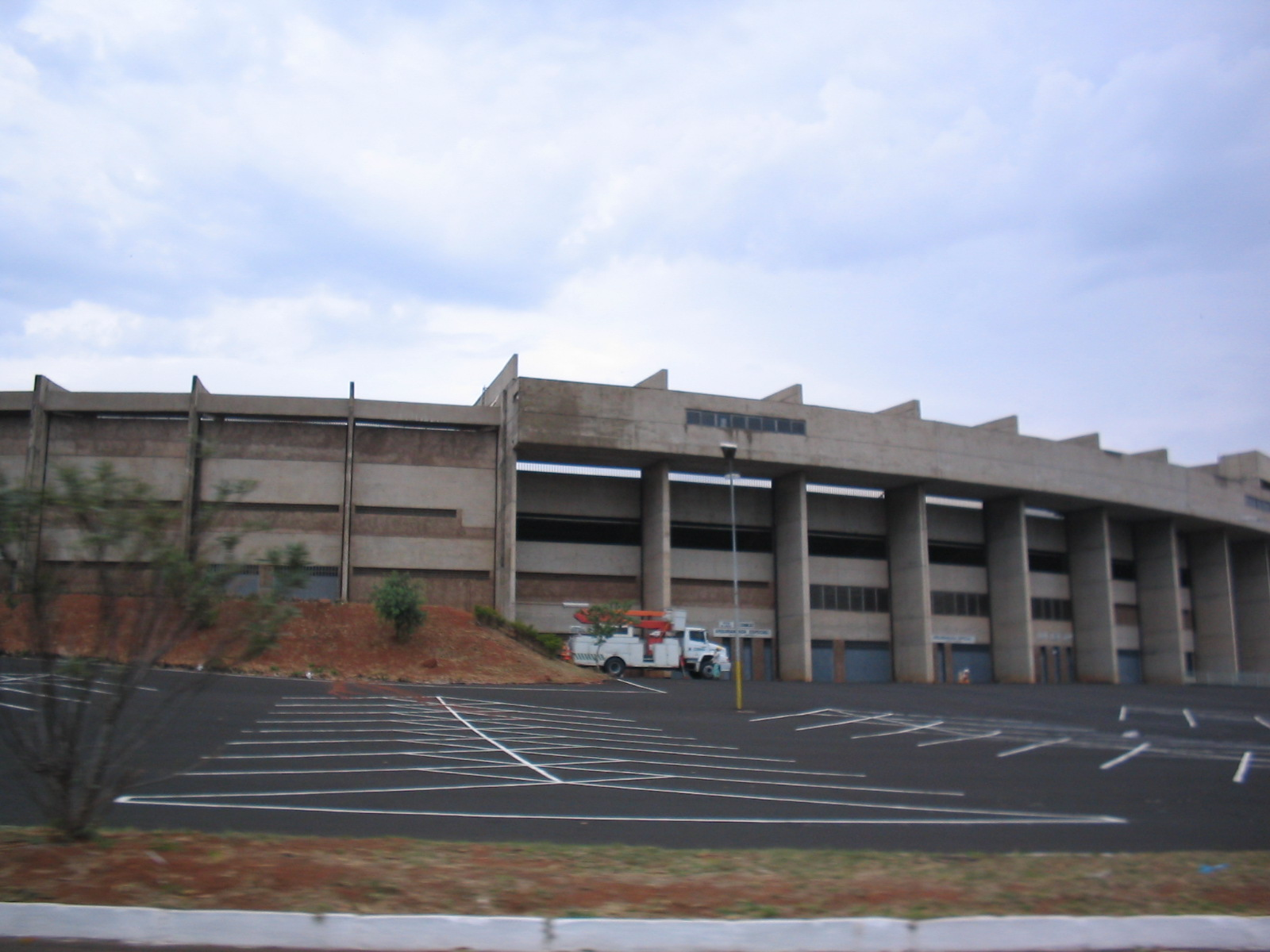
エスタジオ・パルケ・ド・サビア

1982年5月27日にパルケ・ド・サビア（ツグミの公園）として開業。同日のこけら落とし試合ではブラジル代表がアイルランド共和国代表を7-0で粉砕、記念すべき初ゴールはファルカンが決めた。この時の入場者数は8万人とされ、現在でも最多入場記録となっている。
1995年に市長によってエスタジオ・ムニシパウ・ジョアン・アヴェランジェ（Estádio Municipal João Havelange）に改名されたが浸透しなかった。2015年に国際サッカー連盟のスキャンダルによってエスタジオ・ムニシパウ・パルケ・ド・サビアに改名。